# Acrobelione
Acrobelione es un género de crustáceo isópodo marino de la familia Bopyridae.

## Especies
- Acrobelione anisopoda Bourdon, 1981
- Acrobelione halimedae Boyko, Williams & Shields, 2017
- Acrobelione langi Van Name, 1920
- Acrobelione reverberii Restivo, 1970